# آنجلا ایکاک
آنجلا ایکاک (انگلیسی: Angela Aycock؛ زادهٔ ۲۸ فوریهٔ ۱۹۷۳) بازیکن بسکتبال اهل ایالات متحده آمریکا است.
از باشگاه‌هایی که در آن بازی کرده‌است می‌توان به فینکس مرکوری اشاره کرد.
وی در مسابقات کشوری و بین‌المللی در مجموع برندهٔ ۱ مدال نقره شده‌است.